# قائمة تشريعات الصناعة (مصر)
قوانين وقرارات الصناعة في مصر

## الرقابة الصناعية
| م | التشريع المنظم                       | تشريعات التعديلات | قرارات اللائحة التنفيذية للتشريع المنظم | الحالة | ملاحظات |
| - | ------------------------------------ | ----------------- | --------------------------------------- | ------ | ------- |
|   | قرار رئيس الجمهورية رقم 94 لسنة 1956 |                   |                                         |        |         |

## التنمية الصناعية
| م | التشريع المنظم                                                             | تشريعات التعديلات | قرارات اللائحة التنفيذية للتشريع المنظم | الحالة | ملاحظات                                   |
| - | -------------------------------------------------------------------------- | ----------------- | --------------------------------------- | ------ | ----------------------------------------- |
|   | الهيئة العامة للتنمية الصناعية قانون رقم 95 لسنة 2018                      |                   | قرار وزاري رقم 198 لسنة 2021            |        | أنشئ بموجبه: - صندوق دعم المناطق الصناعية |
|   | إنشاء الهيئة العامة للتنمية الصناعية قرار رئيس الجمهورية رقم 350 لسنة 2005 |                   |                                         |        |                                           |

## المناطق والمنشآت الصناعية
| م | التشريع المنظم | تشريعات التعديلات | قرارات اللائحة التنفيذية للتشريع المنظم | الحالة | ملاحظات |
| - | --- | --- | --------------------------------------- | ------ | ------- |
|   | تعديل مساحات بعض المناطق الصناعية والموانئ مع احتفاظ القوات المسلحة بملكيتها فيها قرار رئيس الجمهورية رقم 147 لسنة 2022                                           | |                                         |        |         |
|   | تراخيص المنشآت الصناعية قانون رقم 15 لسنة 2017 | |                                         |        |         |
|   | تحديد بعض المناطق الصناعية التي يجوز التصرف فيها بدون مقابل للمستثمرين قرار رئيس الجمهورية رقم 158 لسنة 2016                                                      | |                                         |        |         |
|   | إعادة تنظيم إختصاصات منح تراخيص البناء والتشغيل للمناطق التجارية والصناعية قرار رئيس الجمهورية رقم 160 لسنة 2010                                                  | |                                         |        |         |
|   | تشكيل مجلس إدارة المناطق الصناعية بالمحافظات قرار رئيس مجلس الوزراء رقم 97 لسنة 2002                                                                              | قرار رئيس مجلس الوزراء رقم 341 لسنة 2016 في شأن إضافة محافظة جنوب سيناء إلى المحافظات المحددة بالقرار |                                         |        |         |
|   | قواعد التصرف بالمجان في الأراضي الصحراوية المملوكة للدولة أو للأشخاص الاعتبارية العامة لإقامة مشروعات استثمارية قانون رقم 5 لسنة 1996                             | - قرار رئيس الجمهورية رقم 370 لسنة 2004 في شأن سريان القانون رقم 5 لسنة 1996 على المناطق الصناعية ببني سويف - قرار رئيس الجمهورية رقم 158 لسنة 2001 في شأن سريان أحكام القانون رقم 5 لسنة 1996 على المناطق الصناعية في بعض المحافظات |                                         |        |         |
|   | تخصيص بعض الأراضي الفضاء الكائنة بناحية مدينة نصر محافظة القاهرة وناحية العامرية بالإسكندرية لإقامة مناطق حرة صناعية عليها قرار رئيس الجمهورية رقم 2038 لسنة 1973 | |                                         |        |         |
|   | تشكيل مجالس للخدمات ببعض المناطق الصناعية قرار رئيس الجمهورية رقم 98 لسنة 1972                                                                                    | قرار رئيس الجمهورية رقم 585 لسنة 1973 |                                         |        |         |
|   | تنظيم الصناعة وتشجيعها قانون رقم 21 لسنة 1958 | |                                         |        |         |
|   | إجازة تحديد مناطق صناعية في المدن ومجاوراتها قانون رقم 28 لسنة 1949                                                                                               | |                                         |        |         |

## السجل الصناعي
| م | التشريع المنظم                       | تشريعات التعديلات | قرارات اللائحة التنفيذية للتشريع المنظم                                                       | الحالة | ملاحظات |
| - | ------------------------------------ | ----------------- | --------------------------------------------------------------------------------------------- | ------ | ------- |
|   | السجل الصناعي قانون رقم 24 لسنة 1977 |                   | - قرار وزاري رقم 1359 لسنة 2017 - قرار وزاري رقم 133 لسنة 2013 - قرار وزاري رقم 186 لسنة 1978 |        |         |

## اتحاد الصناعات والغرف الصناعية
| م | التشريع المنظم                                                   | تشريعات التعديلات                    | قرارات اللائحة التنفيذية للتشريع المنظم   | الحالة | ملاحظات |
| - | ---------------------------------------------------------------- | ------------------------------------ | ----------------------------------------- | ------ | --- |
|   | تنظيم اتحاد الصناعات والغرف الصناعية قانون رقم 70 لسنة 2019      |                                      | قرار رئيس مجلس الوزراء رقم 2406 لسنة 2020 |        | ألغي بموجبه: - المادة 28 من القانون رقم 21 لسنة 1958 في شأن تنظيم الصناعة وتشجيعها - قرار رئيس الجمهورية رقم 33 لسنة 1958 - قرار رئيس الجمهورية رقم 452 لسنة 1958 |
|   | إنشاء غرف صناعية قرار رئيس الجمهورية رقم 453 لسنة 1958           |                                      |                                           |        | |
|   | تنظيم اتحاد الصناعات قرار رئيس الجمهورية رقم 452 لسنة 1958       | قرار رئيس الجمهورية رقم 19 لسنة 1981 |                                           | ملغي   | |
|   | إنشاء مجالس إقليمية للصناعة قرار رئيس الجمهورية رقم 33 لسنة 1958 |                                      |                                           | ملغي   | |
|   | الغرف الصناعية قانون رقم 73 لسنة 1947                            | رقم 530 لسنة 1953                    |                                           |        | |

## أنظر أيضاً
- قائمة تشريعات الاستثمار والمناطق الحرة (مصر)
- قائمة تشريعات المناطق الاقتصادية (مصر)
- قائمة تشريعات التعاقدات والمناقصات والمزايدات (مصر)
- قائمة تشريعات الطاقة والثروة المعدنية (مصر)
- قائمة تشريعات السياحة (مصر)
- قائمة تشريعات الزراعة (مصر)
- قائمة تشريعات النقل (مصر)
- قائمة تشريعات التعمير (مصر)
- قائمة تشريعات الصحة (مصر)
- قائمة تشريعات الرياضة (مصر)
- قائمة تشريعات التنمية (مصر)
- قائمة تشريعات التجارة والشركات (مصر)
- قائمة تشريعات المواصفات والقياس (مصر)
- قائمة تشريعات الاستيراد والتصدير (مصر)
- قائمة تشريعات الإتفاقيات الدولية (مصر)
- قائمة تشريعات الرقابة والحماية والتحكيم (مصر)
- قائمة تشريعات الأسواق والأدوات المالية غير المصرفية (مصر)
- قائمة تشريعات المصارف والنقد (مصر)
- قائمة تشريعات الضرائب والجمارك والرسوم (مصر)
- قائمة تشريعات العمل (مصر)